# Żerkowice-Skała
Żerkowice-Skała este o arie protejată (sit de importanță comunitară — SCI) din Polonia întinsă pe o suprafață de 84,85 ha, integral pe uscat.

## Localizare
Centrul sitului Żerkowice-Skała este situat la coordonatele 51°09′31″N 15°34′54″E / 51.1587°N 15.5817°E.

## Înființare
Situl Żerkowice-Skała a fost declarat sit de importanță comunitară în octombrie 2009 pentru a proteja un număr necunoscut de specii din flora spontană și fauna sălbatică aflate în arealul zonei.

## Biodiversitate
Situată în ecoregiunea continentală, aria protejată conține 6 habitate naturale: Liziere de ierburi înalte hidrofile de câmpie și de nivel montan până la alpin, Fânețe de joasă altitudine (Alopecurus pratensis, Sanguisorba officinalis), Pante stâncoase silicioase cu vegetație casmofită, Păduri de stejar și carpen Galio-Carpinetum, Păduri acidofile de stejar bătrân cu Quercus robur pe câmpii nisipoase, Păduri aluvionare cu Alnus glutinosa și Fraxinus excelsior (Alno-Padion, Alnion incanae, Salicion albae).
La baza desemnării sitului se află un număr nedeclarat de specii protejate.